# Lomha rabló
A lomha rabló (Lestes sponsa) a rovarok (Insecta) osztályának szitakötők (Odonata) rendjébe, ezen belül az egyenlő szárnyú szitakötők (Zygoptera) alrendjébe és a rabló szitakötők (Lestidae) családjába tartozó faj.

## Előfordulása
A lomha rabló Közép- és Észak-Európában honos, messze Észak-Ázsiáig. A hegységekben 1200 méter magasságig feljut. A lomha rabló az egyik leggyakoribb faj a hazai szitakötők között.

## Megjelenése
A lomha rabló 3,2–3,8 centiméter hosszú, szárnyfesztávolsága 4–4,5 centiméter. A rabló szitakötők tipikus képviselője. A Lestes rovarnem Európában élő 8 faját nem könnyű egymástól megkülönböztetni. Nyugalmi helyzetben szárnyait valamennyi faj félig kinyitva tartja. A hímek teste felül sötét fémeszöld, míg a nőstényeké rézszínű. Idős hímeken a két első és a két utolsó potrohszelvény kékes-deres. Csaknem üvegszerű, színtelen szárnyuk és igen karcsú potrohuk miatt az állatok természetes környezetükben nehezen vehetők észre. A lomha rabló feje hátul, a szemek közti alsó részen fekete. A szárnyjegy fekete vagy sárgásbarna. A nőstény első potrohszelvényén félkör alakú folt van. A hím alsó potrohfüggelékeinek a vége nem szélesedik ki.

## Életmódja
A lomha rabló tócsák, kisebb tavak és lápok lakója. Környezetével szemben nem igényes, nyáron már egy kákával vagy náddal benőtt aprócska vízfelület is magához csalogatja az első lomha rablókat. Mivel élőhelyével szemben nem támaszt különleges igényeket, ezért a környezetváltozásokhoz is jól tud alkalmazkodni. A kotrással frissen létesített gödröket, amennyiben azokban némi víz áll, rövid időn belül benépesíti. A lomha rablók társas életmódot folytatnak, meleg nyári napokon olykor százával láthatjuk őket a vízfelszín fölött repkedni vagy a parti növényzeten pihenni. A lomha rabló a vízparton apró rovarokra vadászik. Vízben élő lárvái kis rákokkal és rovarokkal táplálkoznak. Júniustól október végéig repül.